# Nowawes

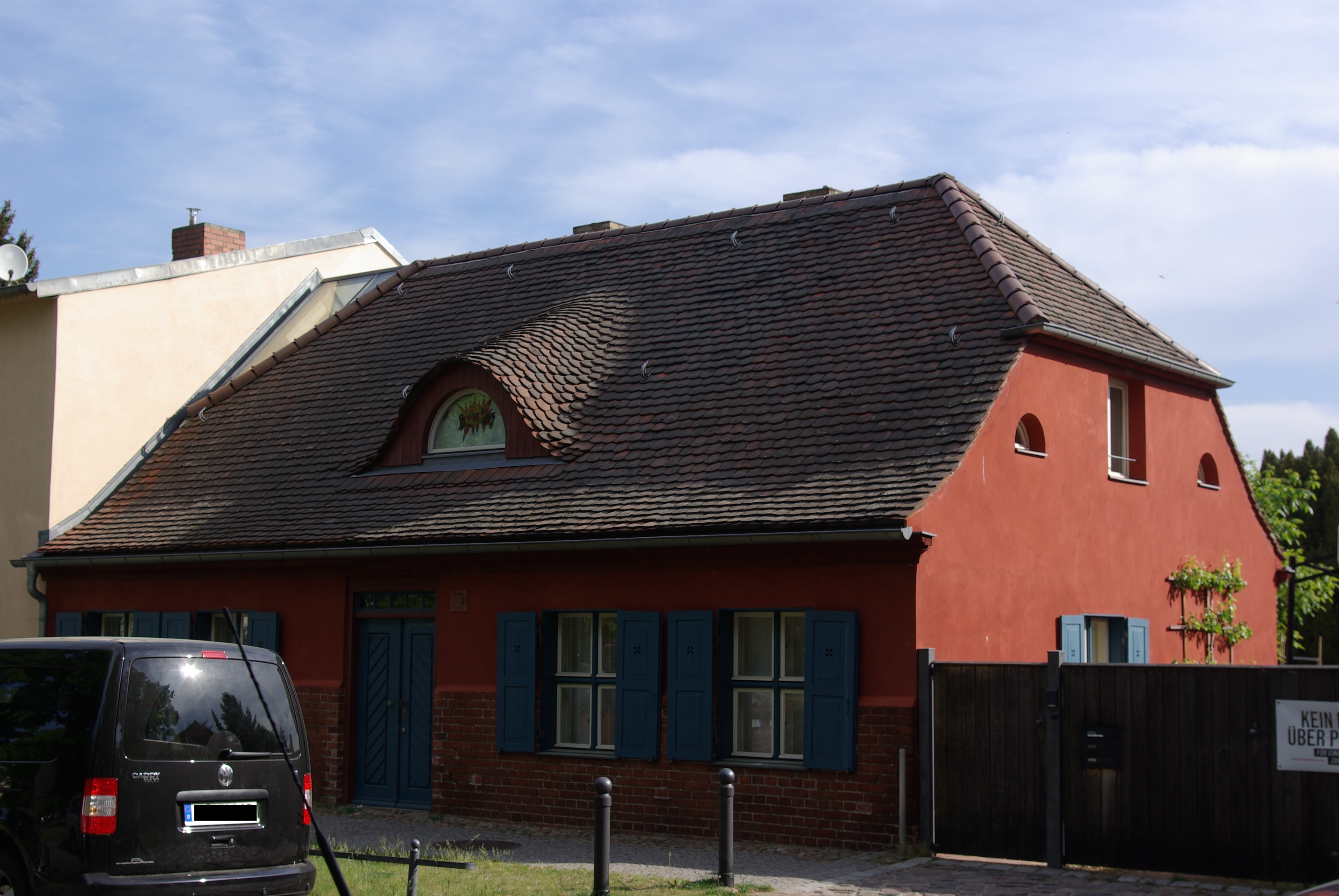
Kulturminnesmärkt vävarhus från 1700-talet på Weberplatz 3.

Nowawes är ett område i stadsdelen Babelsberg i staden Potsdam i förbundslandet Brandenburg i Tyskland, beläget söder om floden Havel och norr om Babelsbergs station. Historiskt utgjorde Nowawes fram till 1938 en självständig ort, grundad på 1700-talet som en böhmisk vävarkoloni, och är sedan 1939 en del av Potsdam.

## Historia
Nowawes grundades av kung Fredrik II av Preussen i mitten av 1700-talet, som en koloni för religionsflyktingar från Böhmen, protestantiska vävare och spinnare, i närheten av den kungliga residensstaden Potsdam. Kolonin anlades norr om den äldre byn Neuendorf bei Potsdam (belägen söder om dagens järnvägsspår). Ortnamnet Nowawes kommer från tjeckiskans uttryck för "ny by", Nová Ves. Omkring en tredjedel av den ursprungliga bebyggelsen med vävarhus från 1700-talet finns fortfarande bevarad.
Nowawes växte snabbt i samband med industrialiseringen. 1838 drogs järnvägen Berlin – Potsdam – Magdeburg direkt söder om Nowawes, och på 1860-talet uppfördes en järnvägsstation. 1907 uppgick Neuendorf i Nowawes, och mellan 1924 och 1938 var Nowawes en självständig stadskommun, nu med S-Bahnförbindelse till centrala Berlin. I Nowawes fanns en omfattande industri med lokomotiv-, textil-, och skofabriker, tillverkning av grammofonskivor samt studiolokaler för Universum Film AG. 
1938 slogs Nowawes ihop med Neubabelsberg till staden Babelsberg, så att namnet Nowawes därmed officiellt försvann som namn på orten. Redan 1939 uppgick dock Babelsberg i Potsdam och Nowawes är idag ett område utan administrativ betydelse inom stadsdelen Babelsberg i Potsdams stad. Namnet Nowawes lever bland annat kvar som namnet på den gamla bygatan, Alt-Nowawes, medan området norr om järnvägsspåren officiellt idag benämns Babelsberg-Nord. Neuendorf räknas till Babelsberg-Süd.

## Kända personer från Nowawes
- Elias von Steinmeyer (1848–1922), medeltidshistoriker och filolog.
- Egon Eiermann (1904–1970), arkitekt.
- Peter Weiss (1916–1982), tysk-svensk författare, konstnär och regissör.
- Hans Richter (1919–2008), skådespelare.
- Ursula Wertheim (1919–2006), litteraturvetare.
- Heiner Rank (född 1931), författare.